# Wolf (gruppo musicale)
I Wolf sono un gruppo musicale heavy metal svedese proveniente da Örebro.  
Formatisi nel 1995, hanno suonato al fianco di band come Saxon, Tankard e Trivium. A causa della tendenza a suonare in locali molto nascosti o comunque lontani dalle zone più popolari, il termine "Wolfato" di evidente derivazione dal nome del gruppo, assume l'accezione di solitario o tendente a non frequentare per lunghi periodi la vita di gruppo.

## Formazione

### Formazione attuale
- Niklas Stålvind – voce, chitarra (1995-presente)
- Simon Johansson – chitarra (2011-presente)
- Anders Modd – basso (2007-presente)
- Richard Holmgren – batteria (2008-presente)

### Ex componenti
- Mikael Goding – basso (1995-2007)
- Daniel Bergkvist – batteria (1995-2005)
- Tobias Kellgren – batteria (2005-2008)
- Henrik Johansson – chitarra (1999-2000)
- Johan Bülow – chitarra (2000-2002)
- Johannes Losbäck – chitarra (2002-2011)

## Discografia

### Album in studio
- 2000 – Wolf
- 2002 – Black Wings
- 2004 – Evil Star
- 2006 – The Black Flame
- 2009 – Ravenous
- 2011 – Legions of Bastards
- 2014 – Devil Seed
- 2020 – Feeding the Machine
- 2022 – Shadowland

### EP
- 2001 – Moonlight